# Frontières de l'Andorre

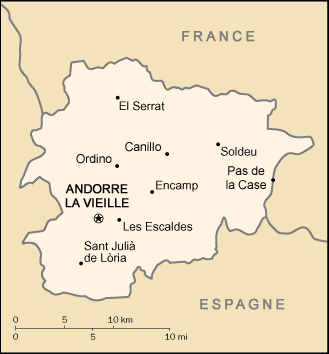
Carte d'Andorre (en clair), mettant en évidence ses frontières avec les pays voisins.

Les frontières de l'Andorre sont de 64 km avec l'Espagne et 57 km avec la France.

## Frontières
L'Andorre partage des frontières terrestres avec ses deux pays voisins, l'Espagne au sud et la France au nord (départements de l'Ariège et des Pyrénées-Orientales) pour un total de 121 km. L'Andorre est complètement enclavée entre ces pays.

### Tableau récapitulatif
| Pays    | Terre (km) | Total (km) |
| ------- | ---------- | ---------- |
| Espagne | 64         | 64         |
| France  | 57         | 57         |
| Total   | 121        | 121        |

## Histoire

### Fixation des frontières
Les frontières entre l'Andorre et ses deux voisins ont été dessinées entre 1863 et 1868, notamment lors du traité de Bayonne en 1866.

### Modifications récentes de la frontière entre l'Andorre et la France
En 2001, un traité bilatéral entre la France et l'Andorre porte rectification de la frontière. Il stipule l’échange de deux parcelles de territoire de surfaces égales de 15 925 m2 chacune. L’opération doit permettre à Andorre de construire, sur la parcelle cédée, le viaduc qui doit relier le tunnel d’Envalira à la RN 22.
La commune française de Porta, dans les Pyrénées-Orientales, riveraine de la frontière, a attaqué ce décret devant le Conseil d'État au motif que l'État a une obligation constitutionnelle de consultation des communes riveraines d'une frontière lorsqu'il est procédé à une modification de celle-ci. Dans une décision importante en droit administratif français, le Conseil d’État a rejeté son recours en annulation du décret aux motifs, d'une part qu'examiner un tel motif reviendrait à contrôler la conformité à la Constitution de la loi ayant ratifié le traité modifiant la frontière, ce qui n'est pas de sa compétence ; et qu'il n'appartient pas plus à la juridiction administrative qu'elle est de se prononcer sur le bien-fondé des stipulations d'un engagement international ou sur sa validité au regard d'autres engagements internationaux souscrits par la France (voir en droit administratif la notion d'Acte de gouvernement).[réf. nécessaire]
Le 6 mars 2012, un traité bilatéral signé entre la France et l'Andorre entérine officiellement le tracé de la frontière. Le texte de loi qui valide ce texte est définitivement adopté en juin 2015 et est entré en vigueur le 1er janvier 2016.[réf. nécessaire]